# Keshoraipatan
Keshoraipatan là một thành phố và khu đô thị của quận Bundi thuộc bang Rajasthan, Ấn Độ.

## Nhân khẩu
Theo điều tra dân số năm 2001 của Ấn Độ, Keshoraipatan có dân số 21.119 người. Phái nam chiếm 52% tổng số dân và phái nữ chiếm 48%. Keshoraipatan có tỷ lệ 60% biết đọc biết viết, cao hơn tỷ lệ trung bình toàn quốc là 59,5%: tỷ lệ cho phái nam là 70%, và tỷ lệ cho phái nữ là 48%. Tại Keshoraipatan, 16% dân số nhỏ hơn 6 tuổi.